# آندرانیک گامجیان
آندرانیک هاکوبی گامجیان (ارمنی: Անդրանիկ Հակոբի Գամջյան؛  زادهٔ ۱۲ سپتامبر ۱۹۳۷ - درگذشته ۲۲ دسامبر ۲۰۰۳) کارگردان فیلم اهل ارمنستان بود.

## زندگی‌نامه
وی در ۱۲ سپتامبر ۱۹۳۷ در ایروان به دنیا آمد و از آکادمی دولتی هنرهای زیبای ارمنستان فارغ‌التحصیل گشت. همچنین برندهٔ جوایزی همچون هنرمند افتخاری جمهوری ارمنستان (۱۹۹۰) شده‌است. وی در ۲۲ دسامبر ۲۰۰۳ در سن ۶۶ سالگی در گیومری درگذشت.